# Dicranota ruficornis
Dicranota ruficornis är en tvåvingeart som först beskrevs av Theodor Emil Schummel 1829.  Dicranota ruficornis ingår i släktet Dicranota och familjen hårögonharkrankar. Inga underarter finns listade i Catalogue of Life.